# Charles Chree
Charles Chree (Lintrathen, Forfarshire, 5 de maio de 1860 — Worthing, West Sussex, 12 de agosto de 1928) foi um físico britânico.
Filho do reverendo Charles Chree. Graduado na Universidade de Aberdeen (1979) e na Universidade de Cambridge (1883). Foi superintendente do Observatório Kew.
Foi eleito fellow da Royal Society em 1897, sua candidatura citando a lista de suas publicações como: "Author of the following memoirs, and of many others on analogous subjects - 1. Effects of pressure on the Magnetisation of Cobalt, Phil Trans: 1890 2. Conduction of heat in liquids, Proc: R. Soc: 1887. 3. Stresses and strains in isotropic, elastic, solid ellipsoids, etc, Proc: R. Soc: 1895. 4. A solution of the equations Equilibrium of elastic solids etc, etc, Camb: Phil: Trans: XV. 5. On some compound vibrating systems, Camb: Phil: Trans: XV. 6. Changes in dimensions of solids due to given systems of forces. Camb: Phil: Trans: XV. 7. The isotropic elastic sphere and spherical shell, Camb: Phil: Trans: XV. 8. Forced vibrations in isotropic, elastic, solid spheres, and spherical shells. Camb: Phil. Trans XVI. 9. Rotating, elastic, solid cylinders of elliptic section. Phil: Mag. 1892. 10. Contribution to the theory of the Robinson Cap auxmomoter. Phil: Mag: 1895. 11. Longitudinal vibrations of aeolotropic bars with one axis of material symmetry. Quar: Journ: Math: 1890. 12. Isotropic, elastic solids of nearly spherical form. Amer: Journ: Mathem: XVI".
Foi laureado com a Medalha Hughes de 1919, "por suas pesquisas sobre o magnetismo terrestre". Foi presidente da Royal Meteorological Society de 1922 a 1923.
A Medalha e Prêmio Chree (atual Medalha e Prêmio Appleton) foi denominada em sua homenagem.